# Coin Dozer
Coin Dozer，為一賭博型的遊戲，其遊戲可在Android Market中找到，而此遊戲現已成為最著作的遊戲apps之一，而在Android Market的平均評分有五星，下載率高達2,000,000次。

## 玩法
此遊戲的玩法類似在賭場和冒險樂園的吃角子老虎機。玩家可將金幣「放」進機內，使金幣不斷往前「推」，直至有金幣掉進螢幕前的大洞內，便可得到金幣。掉下一金幣有一元，三個三元，如此類推。期間有時候會有額外的獎品﹑特別錢幣掉下來，這些東西都可幫助玩家快速過關，以及使遊戲更好玩。不過如果任何錢幣或獎品掉進兩旁的坑，即得不到任何東西。

遊戲畫面

## 各道具

### 錢幣
- 普通金幣:掉下有1元。
- 銀幣：掉下有2元。
- Bonus XP幣：分為15,30,50 (一XP = 一元，那50XP = 50元)
- 紅幣：掉下可得到一巨型金幣(巨型金幣掉下會有5元)，當巨型錢幣掉下時更可使老虎機震動，不少錢幣因而飛向前掉下。
- Coin Wall幣：掉下後兩旁的坑會豎起圍牆，使錢幣不會掉進坑。不過時間有限。
- 藍幣：掉下會有8枚幣放進老虎機內，幫助把前面的錢幣推下去。
- Coin Gift錢幣：掉下可使4枚特別錢幣放進老虎機內。

### 獎品
獎品是隨時掉下來的，而不同的獎品可有不同方法幫助玩家快速過關，但必須拿到一排（一排四個）才可。這些獎品包括熊﹑雨傘﹑搖搖等等，不同版本有不同的獎品。幫助方法包括延長Coin Wall時間﹑增加銀錢幣的出現。

## 錢幣上限
一般來說錢幣數目是有限制的，要提升其錢幣限制玩家可透過升級和拿獎品。不過錢幣數目最多有多少，這並沒有限制，玩家可將錢幣限制數目提升到100也可以。

## 其他版本
- Cookie Dozer Thanksgiving(曲奇感恩節主題)
- Cookie Dozer(曲奇主題)
- Coin Dozer Halloween(萬聖節主題)
- Coin Dozer Seasons(聖誕節,情人節及復活節主題)
- Coin Dozer World Tour(中國,日本及歐洲主題)

## 外部連結
- 下載網站（页面存档备份，存于）